# Знаменка (Можайский район)
Знаменка — деревня в Можайском районе Московской области, в составе Сельского поселения Борисовское. Численность постоянного населения по Всероссийской переписи 2010 года — 2 человека. До 2006 года Знаменка входила в состав Ямского сельского округа.
Деревня расположена в южной части района, примерно в 17 км к юго-западу от Можайска, у истоков реки Карженка (левый приток Протвы), высота центра над уровнем моря 231 м. Ближайшие населённые пункты — Юдинки на востоке и Ельня на севере.